# Joelle Charbonneau
Pour les articles homonymes, voir Charbonneau.
Vous pouvez aider à l'améliorer ou bien discuter des problèmes sur sa page de discussion.
- Il ne cite pas suffisamment ses sources. Vous pouvez indiquer les passages à sourcer avec {{référence nécessaire}} ou {{Référence souhaitée}}, et inclure les références utiles en les liant aux notes de bas de page. (Marqué depuis avril 2024)
- Son contenu est rédigé entièrement ou presque à partir d'une seule source. N'hésitez pas à modifier cet article pour améliorer sa vérifiabilité en apportant de nouvelles références dans des notes de bas de page. (Marqué depuis avril 2024)
- Certaines informations devraient être mieux reliées aux sources mentionnées dans la bibliographie ou les liens externes. Améliorez sa vérifiabilité en les associant par des références. (Marqué depuis avril 2024)
- Il ne s’appuie pas, ou pas assez, sur des sources secondaires ou tertiaires. (Marqué depuis avril 2024)

- Archive Wikiwix
- Bing
- Cairn
- DuckDuckGo
- E. Universalis
- Gallica
- Google
- G. Books
- G. News
- G. Scholar
- Persée
- Qwant
- (zh) Baidu
- (ru) Yandex
- (wd) trouver des œuvres sur Wikidata

Œuvres principales
- L'Élite
- Dividing even

Joelle Charbonneau, née le 4 novembre 1974 à côté de Chicago dans l'État d'Illinois, est une romancière américaine.

## Biographie
Joelle Charbonneau a fait des études de musique et de chant classique avant de débuter comme chanteuse d'opéra et de devenir professeur de chant. Elle raconte alors de nombreuses histoires et se décide à faire de cette activité la principale en écrivant des romans pour les enfants et les adolescents.

## Œuvres

### SérieRebecca Robbins Mysteries
1. (en) Skating Around the Law, 2010
2. (en) Skating on the Edge, 2012
3. (en) Skating Under the Wire, 2013

### SérieGlee Club
1. (en) Murder for Choir, 2011
2. (en) End me a Tenor, 2012
3. (en) A Chorus Lineup, 2013

### SérieL'Élite
1. Résilience, Milan, coll. « Macadam », 2014 ((en) The Testing, 2012)  (ISBN 978-2-7459-6150-1)
2. Sous surveillance, Milan, coll. « Macadam », 2014 ((en) Independent Study, 2013)  (ISBN 978-2-7459-6151-8)
3. Dernière Épreuve, Milan, coll. « Macadam », 2016 ((en) Graduation Day, 2013)  (ISBN 978-2-7459-6152-5)

### SérieDividing Eden
1. Dividing Eden, Milan, 2018 ((en) Dividing Eden, 2017)  (ISBN 978-2-7459-9234-5)
2. Le Royaume des vents, Milan, 2019 ((en) Eden Conquered, 2018)  (ISBN 978-2-7459-9235-2)

### Romans indépendants
- (en) Need, 2016
- (en) Time Bomb, 2018